# جيم مكاي
جيم مكاي (بالإنجليزية: Jim McKay)‏ (1918 بإستيرلينغ في المملكة المتحدة - 14 نوفمبر 1986 في المملكة المتحدة) هو لاعب كرة قدم بريطاني (وحمل سابقاً جنسية المملكة المتحدة لبريطانيا العظمى وأيرلندا) في مركز الهجوم. لعب مع بورتاداون ونادي ترانمير روفرز لكرة القدم ونادي سلتيك ونادي ألوا أثليتيك ونادي كاودينبيث لكرة القدم.